# Primula kwangtungensis
Primula kwangtungensis ist eine Pflanzenart aus der Gattung der Primeln (Primula).

## Beschreibung

### Vegetative Merkmale
Primula kwangtungensis ist eine ausdauernde krautige Pflanze. Alle Laubblätter stehen in einer grundständigen Rosette. Der 0,5 bis 3 Zentimeter lange Blattstiel weist eine dichte rostfarbene Behaarung auf. Die papierartig dünne Blattspreite besitzt eine breit verkehrt-eiförmige bis längliche oder elliptische Gestalt mit einer Länge von 5 bis 11,5 Zentimeter und einer Breite von 3 bis 7,5 Zentimeter. Während die Spreitenunterseite entlang der Blattadern mit rostfarbenen, mehrzelligen Haaren bedeckt ist, ist die Spreitenoberseite in jungem Zustand entlang der mittleren Blattader flaumig behaart, verkahlt aber bald. Der lang bewimperte Spreitenrand ist fast ganzrandig bis entfernt gezähnelt. Der Spreitengrund ist keilförmig bis abgerundet, die Spreitenspitze abgerundet. 

### Generative Merkmale
Der mit rostfarbenen Haaren bedeckte Schaft bestimmt mit seiner Länge von 3 bis 12 Zentimetern die Wuchshöhe der Pflanze. An seiner Spitze befinden sich ein oder zwei sich überdeckende Dolden, die aus drei bis neun Blüten bestehen. Die mehr oder weniger stark flaumig behaarten Tragblätter sind lanzettlich bis länglich-lanzettlich und 4 bis 5 Millimeter lang. Der rostfarben behaarte Blütenstiel weist eine Länge von 1 bis 1,5 Millimetern auf. Der flaumig behaarte oder fast kahle Kelch ist 6 bis 7 Millimeter groß, glockenförmig und auf ein Drittel geteilt mit dreieckigen und spitzen Kelchzipfeln. Die Farbe der Krone variiert von rosa bis lila-blau. Die Kronröhre ist 1,1 bis 1,3 Zentimeter lang, der Kronsaum besitzt einen Durchmesser von ungefähr 1,5 Zentimeter. Die Kronzipfel sind 6 bis 8 Millimeter lang, verkehrt-eiförmig und tief ausgerandet. Die Blüten sind verschiedengriffelig. Bei den Blüten mit langem Griffel reichen die Staubblätter bis zur Mitte der Kronröhre. Die Griffel sind ungefähr so lang wie die Röhre. Bei den Blüten mit kurzem Griffel ist es genau andersherum. Die ellipsoidischen Kapseln sind etwas kürzer als der Kelch.
Die Blütezeit reicht von Februar bis März.

## Vorkommen
Primula kwangtungensis kommt in China im Norden der Provinz Guangdong (Lechang Xian, Ruyuan Xian) in Höhenlagen von ungefähr 200 Metern vor. Die Art wächst auf feuchten Felsen in Wäldern.

## Belege
- Qiming Hu, Sylvia Kelso: Primula. In: Wu Zheng-yi, Peter H. Raven (Hrsg.): Flora of China. Volume 15: Myrsinaceae through Loganiaceae. Science Press / Missouri Botanical Garden Press, Beijing / St. Louis 1996, ISBN 0-915279-37-1, Primula kwangtungensis, S. 129 (englisch, online).